# Dario Garzay
Darío Garzay fue un actor de cine, teatro y televisión, director de teatro y pianista argentino.

## Carrera
Egresó con primer premio mención de honor y medalla de oro de la ENAD y con el premio al mejor pianista del Conservatorio Williams.
Actor de reparto que se destacó durante la de década de 1940, actuó en películas como Allá en el setenta y tantos... con Silvana Roth y Carlos Cores; Donde mueren las palabras junto a Enrique Muiño por el cual recibió el primer premio municipal y el primer premio de la Asociación de Cronistas Cinematográficos Argentinos; Romance sin palabras protagonizada por Miguel Faust Rocha, Florindo Ferrario y Elina Colomer; y Por ellos... todo nuevamente con Muiño y Felisa Mary. En 1964 trabajó en Canuto Cañete y los 40 ladrones estelarizado por Carlitos Balá. Actuó en la pantalla grande bajo la mano de grandes directores como Carlos Schlieper, Leo Fleider, Francisco Mugica y Hugo Fregonese
En televisión incursionó en ciclos, unitarios y teletatros como Petit café en 1953, junto a Juan Carlos Thorry, Analía Gadé y Diana Maggi, Academia del buen oído, Lecciones de arte sufrido con dirección de Juan Manuel Fontanals y Ya no quiero cantar junto a Luis Aguilé.
En teatro debutó por primera vez en un escenario con la compañía de Paulina Singerman en el Teatro Odeón con la obra de Conrado Nale Roxlo llamado Una viuda difícil. Cumplió su doble rol de director y actor en decenas de obras como La venganza de Don Mendo, Escándalo conyugal, Los narcisos, Una noche con los demonios, Espíritu travieso, Una viuda y tres solteros, Cancionera, La isla de la gente hermosa, El burlador de Sevilla y convidado de piedra, Seis ratones ciegos y Los enamorados.
Durante tres años fue maestro de cantantes de ópera en el instituto Profesional de Arte Lírico donde formó en la parte teatral a grandes intérpretes mundiales como África de Retes, Olga Tassinari, Sofía Schultz y Luis Lima con la materia Relación Lírica Dramática. Durante quince años se desempeñó como profesor de arte dramático, creó seminarios de teatro en Río Negro, organizó y dirigió la Comedia Nacional Catamarqueña con auspicio de la FNA y la dirección de cultura.

## Filmografía
- 1964: Canuto Cañete y los 40 ladrones
- 1948: Por ellos... todo
- 1948: Romance sin palabras
- 1948: Tierras hechizadas
- 1946: Donde mueren las palabras
- 1945: Allá en el setenta y tantos...

## Televisión
- 1953: Petit café [5]
- Academia del buen oído, Lecciones de arte sufrido
- Ya no quiero cantar
- Mujeres inolvidables

## Teatro
Como director:
- Vidas privadas
- Escándalo conyugal
- Chisporroteo y cosquillas
- Los narcisos
- Cuarto 337
- Una noche con los demonios
- Espíritu travieso
- Una viuda y tres solteros
- Crescendo

Como actor:
- Una viuda difícil
- La venganza de Don Mendo
- Cuarto 337
- Una viuda y tres solteros
- Petit cafe
- Cancionera
- La isla de la gente hermosa
- Peribañez y el comendador de ocaña
- El burlador de Sevilla y convidado de piedra
- Blues de la calle Balcarce
- Seis ratones ciegos
- Los enamorados